# Burg Burgheim
Die Burg Burgheim ist eine abgegangene Burg in der Nähe der Kirche von Burgheim, einem heutigen Stadtteil von Lahr/Schwarzwald im Ortenaukreis Baden-Württemberg.
Die nicht mehr lokalisierbare Burganlage wurde 1536 als „Burgstall“ erwähnt.
Vermutlich war die Burg Sitz der von 1291 bis 1381 genannten Schenken von Burgheim, zeitweise auch Schenken von Bombach genannt, die Ministeriale der Grafen von Freiburg waren.